# Désert de Nubie
Le désert de Nubie, en arabe صحراء النوبة, Şaḩrā’ an Nūbyah, est la partie orientale du désert du Sahara, au nord-est du Soudan et au sud-est de l'Égypte mesurant 407 000 km2 de superficie. Il est délimité par le Nil à l'ouest, l'Itbay bordant la mer Rouge à l'est, le désert Arabique au nord et des savanes au sud.

## Géographie
Le désert nubien est aride ou semi-aride avec des précipitations qui ne dépassent pas 130 mm par an sur les hauteurs, 25 mm à Dongola sur le Nil. Le terrain est généralement rocheux avec des zones de dunes. L'Itbay à l'est culmine à 2 259 m au Jabal Oda. Les principales villes sont Port-Soudan, sur la mer Rouge, et Atbara, sur la rivière du même nom.

Images
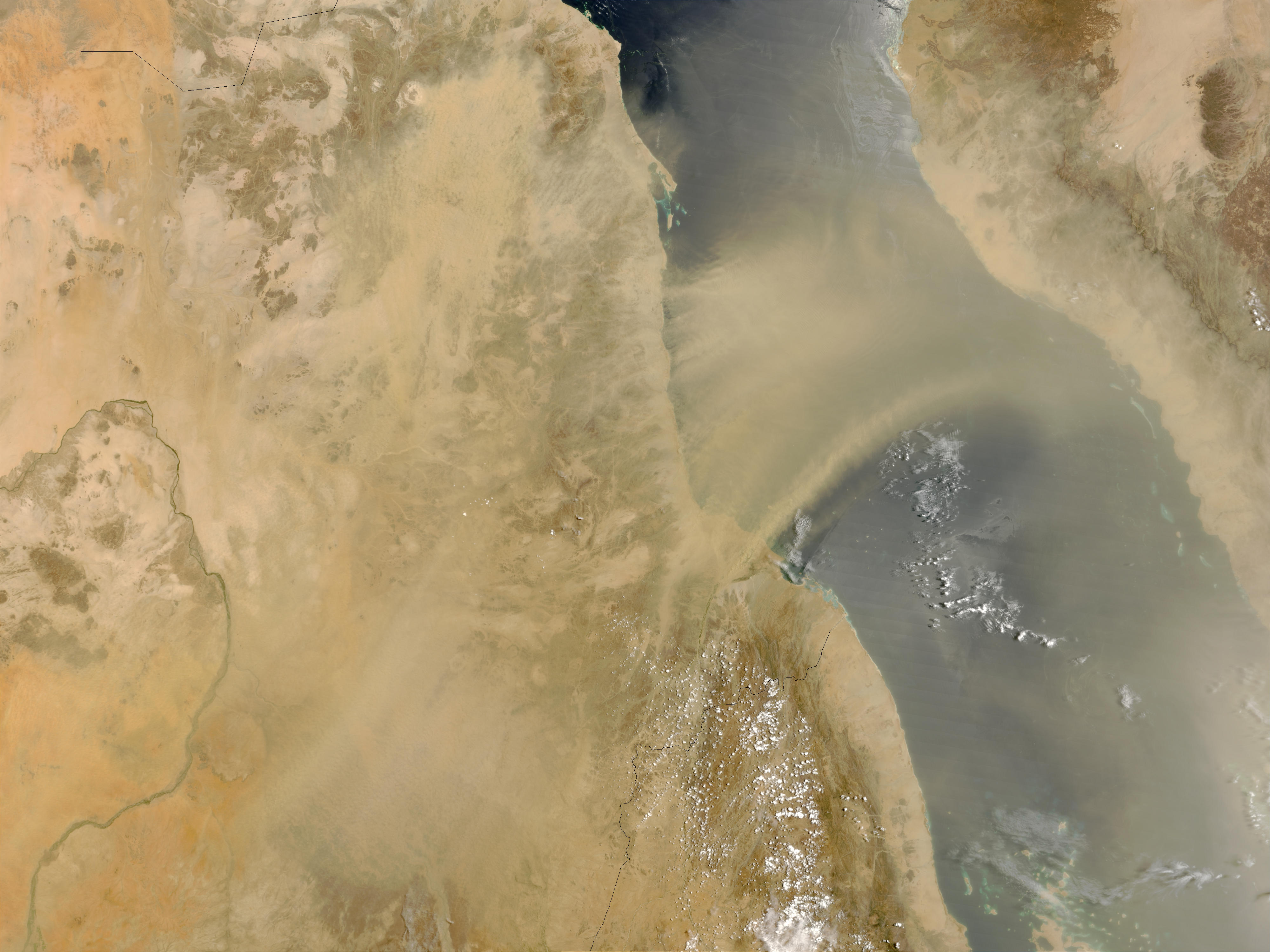
Tempête de sable sur la mer Rouge et le désert de Nubie, image NASA, 26 juin 2003.
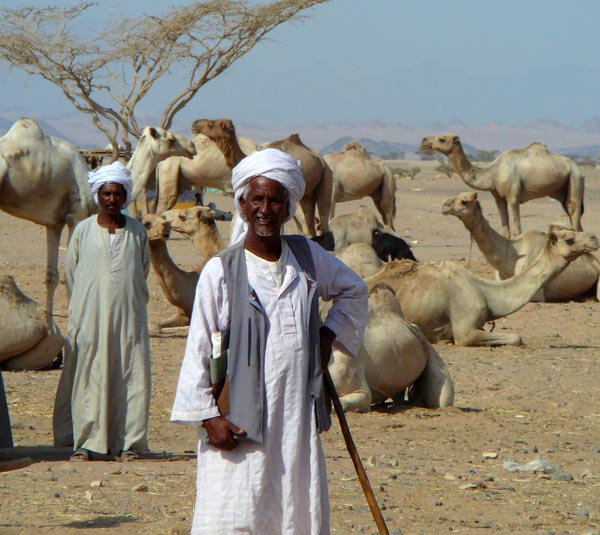
Nomades Beja dans le triangle de Hala'ib, 2006.

## Histoire

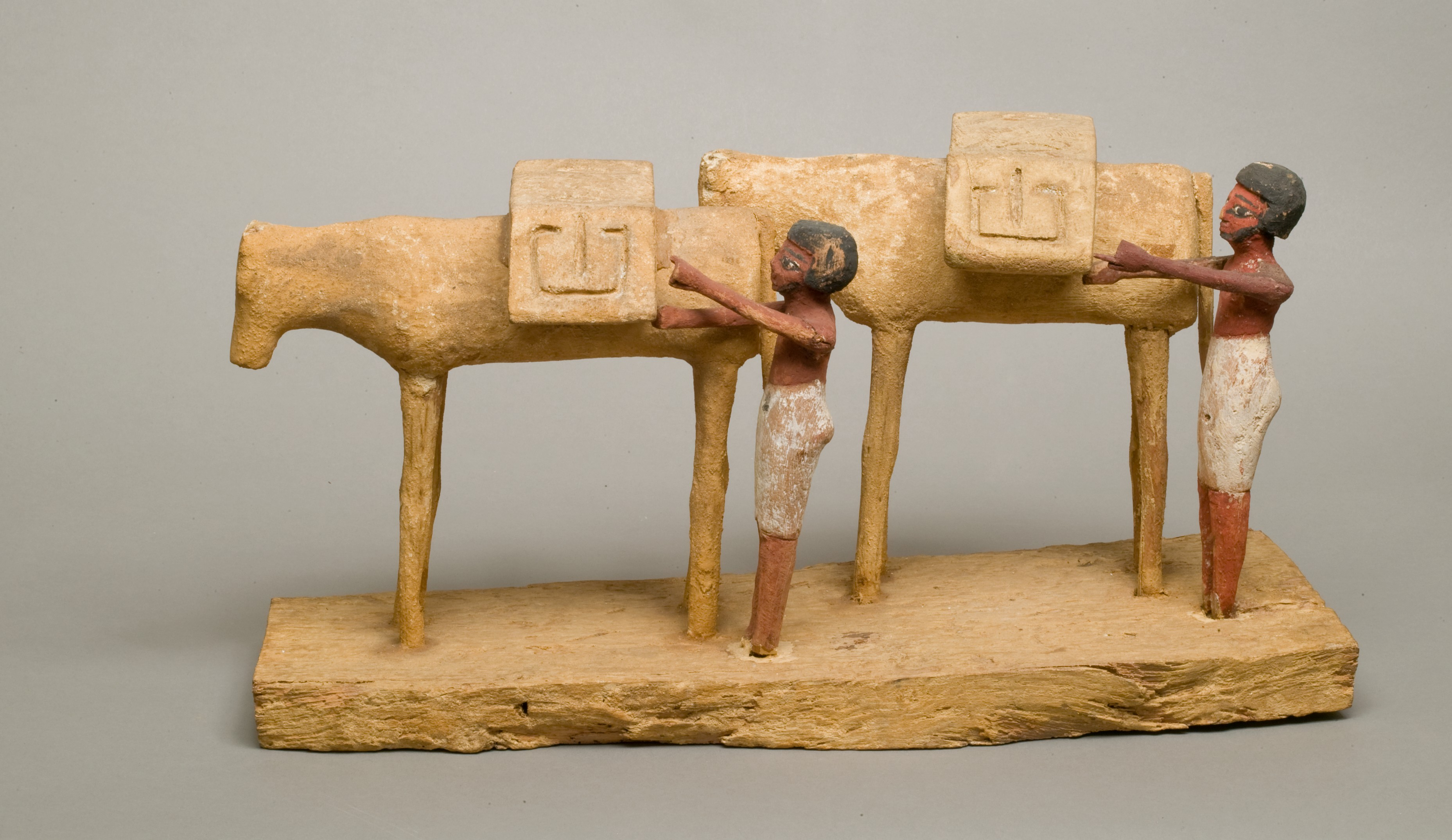
Ânes avec leurs conducteurs, Égypte, Moyen Empire (v. 2030-1850 av. J.-C.)

Les gisements aurifères du désert nubien sont exploités de façon intermittente depuis le IVe millénaire av. J.-C., d'abord par des découvertes fortuites dues à l'érosion dans le lit des oueds. Ils alimentent la métallurgie de l'Égypte prédynastique, pharaonique et romaine ainsi que les royaumes de Koush et de Méroé.
Dans l'Antiquité préislamique, le désert nubien est le territoire des Blemmyes, ancêtres présumés des actuels Beja. Au IXe siècle, il connaît une ruée vers l'or : des aventuriers arabes commandés par Abd el-Rahman al-Umari, descendant du calife Omar ibn al-Khattâb, fondent un royaume basé sur l’exploitation des mines d'or et font de grandes razzias d'esclaves nubiens. Selon le chroniqueur Ahmad al-Maqrîzî, al-Umari était si riche en serviteurs qu'il donnait à son barbier un esclave pour une coupe de cheveux. Il repousse les attaques d'Ahmad Ibn Touloun, fondateur de la dynastie arabe des Toulounides en Égypte, mais  meurt dans un conflit entre factions rivales de son propre camp.
Au début du XIXe siècle, le désert nubien est exploré par le voyageur suisse Jean Louis Burckhardt. Le pacha d'Égypte envoie plusieurs expéditions à la recherche des mines d'or et d'argent que l'on suppose se trouver le long de la mer Rouge, sans résultat.
Depuis 1958, la région du triangle de Hala'ib  est contestée entre l'Égypte et le Soudan. Elle est sous administration égyptienne depuis 2000.